# Pseudo-fossile

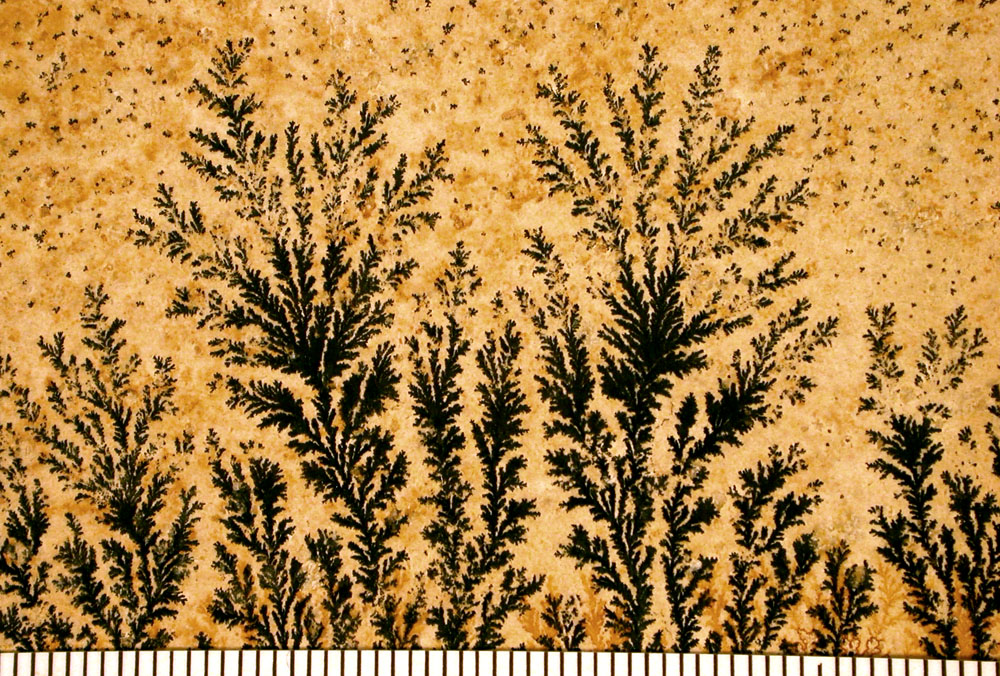
La dendrite ressemble beaucoup à un fossile végétal

Un pseudo-fossile est un objet d'origine inorganique, structure quelconque ou minéral, qui ressemble suffisamment à un fossile pour prêter à confusion.
Exemple : les dendrites provoquées par certains phénomènes de minéralisation, qui peuvent ressembler à des végétaux.
Tous les pseudo-fossiles ne sont pas d'origine naturelle : on compte aussi les contrefaçons et reproductions, dont certaines pièces font l'objet d'un marché noir.

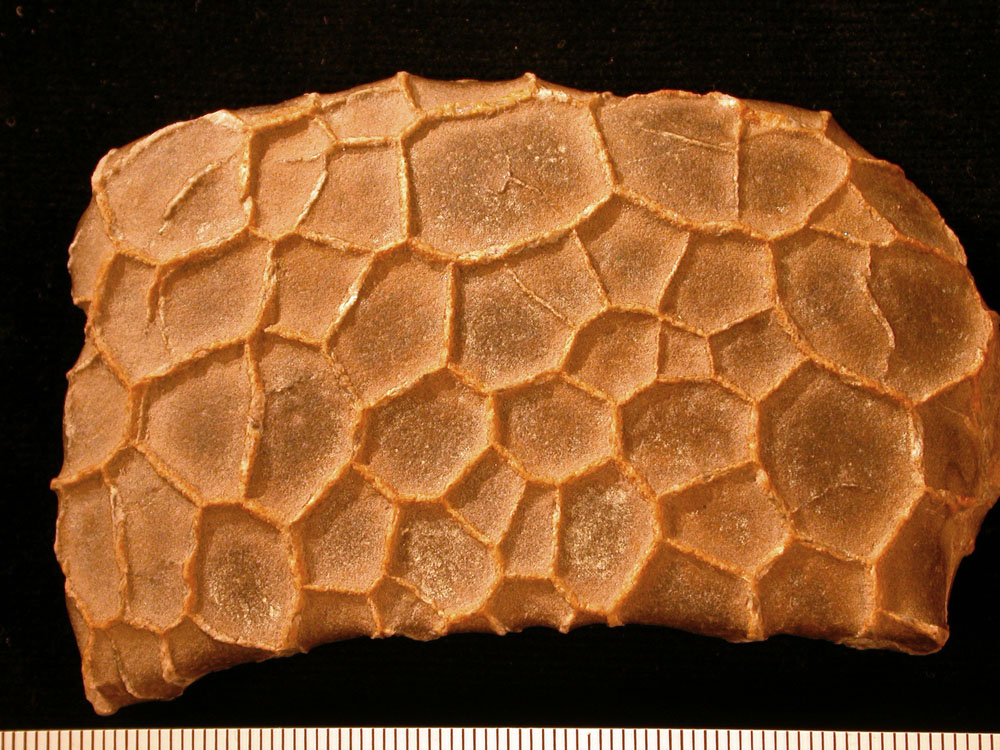
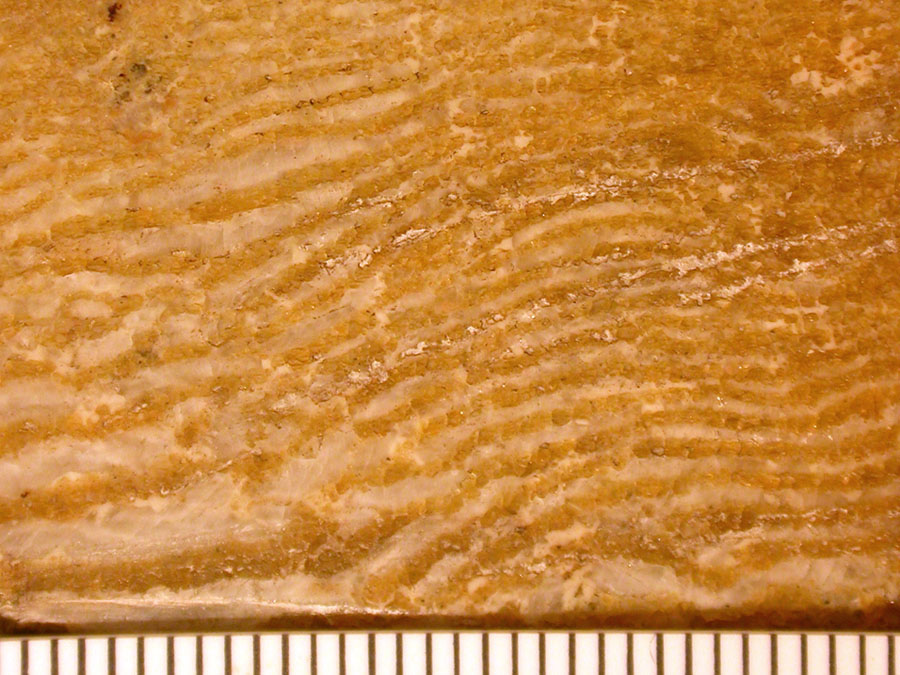
Eozoön canadense
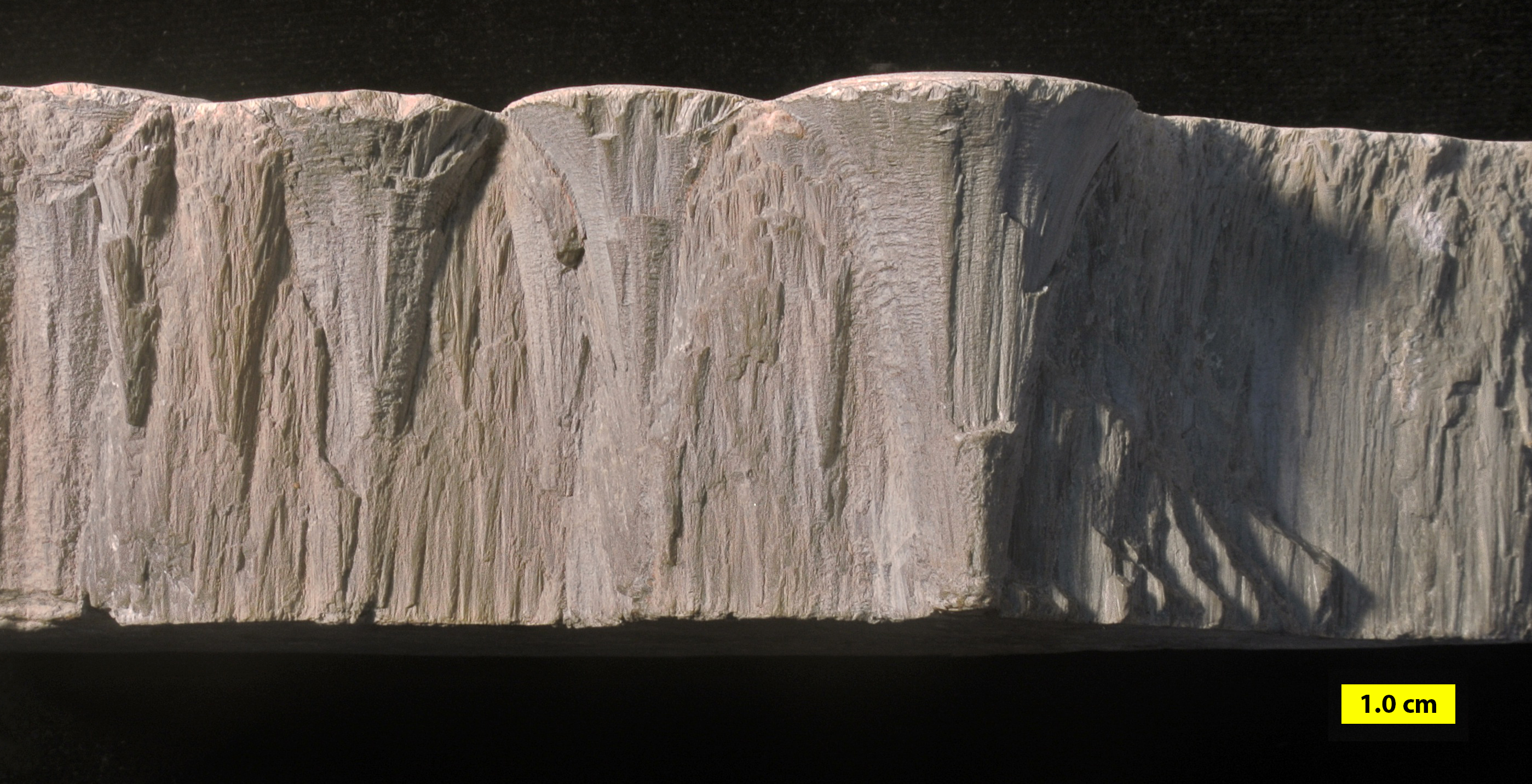
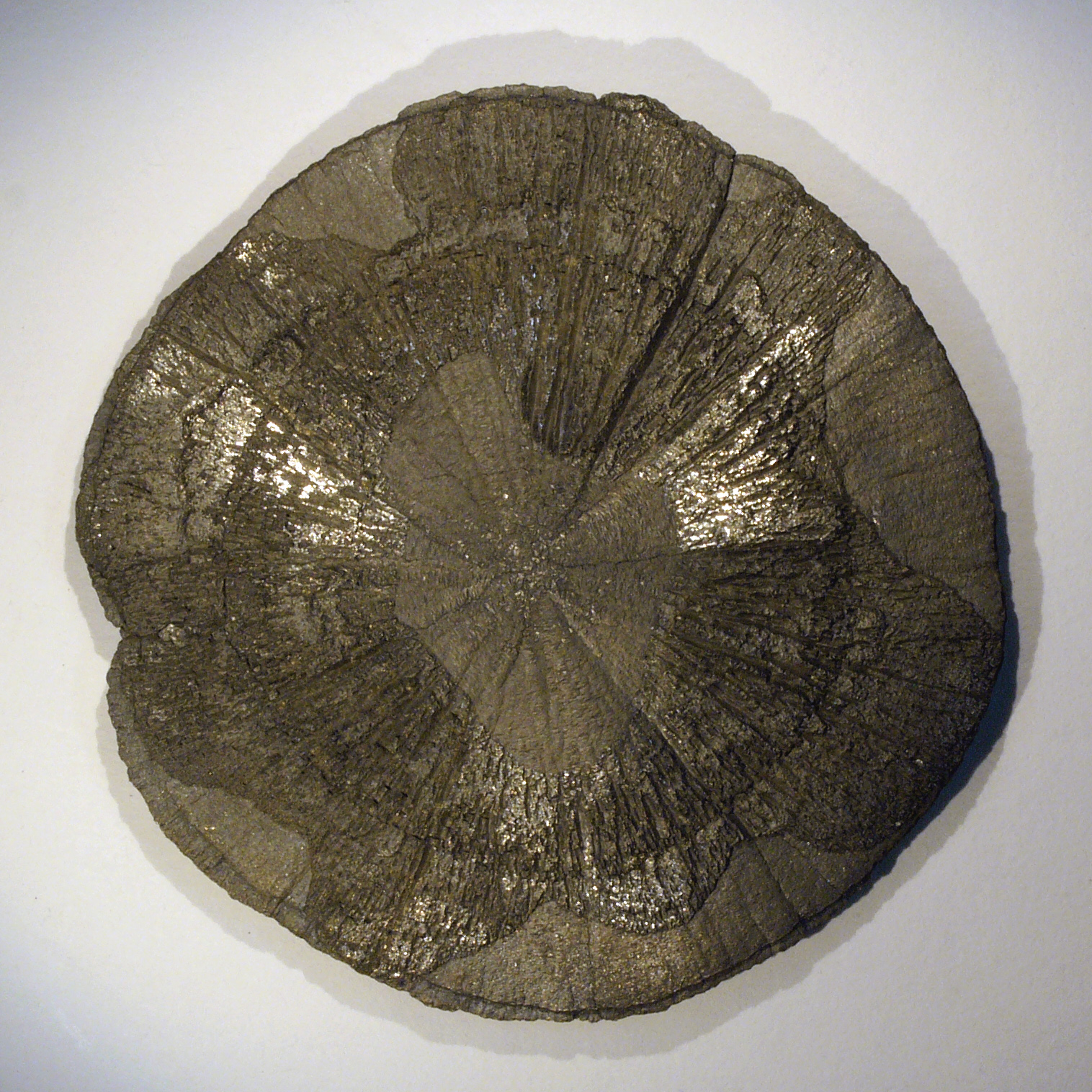
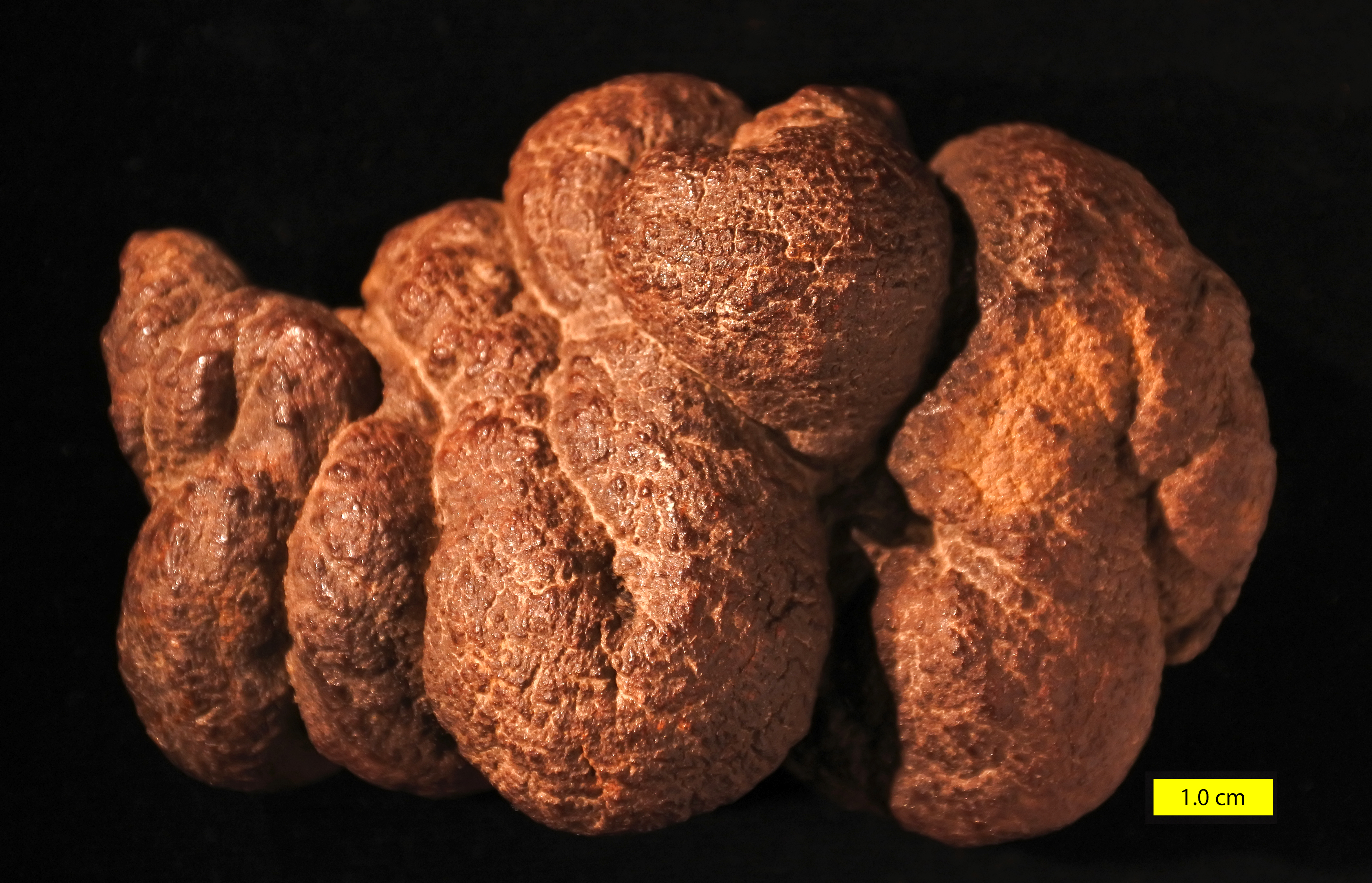
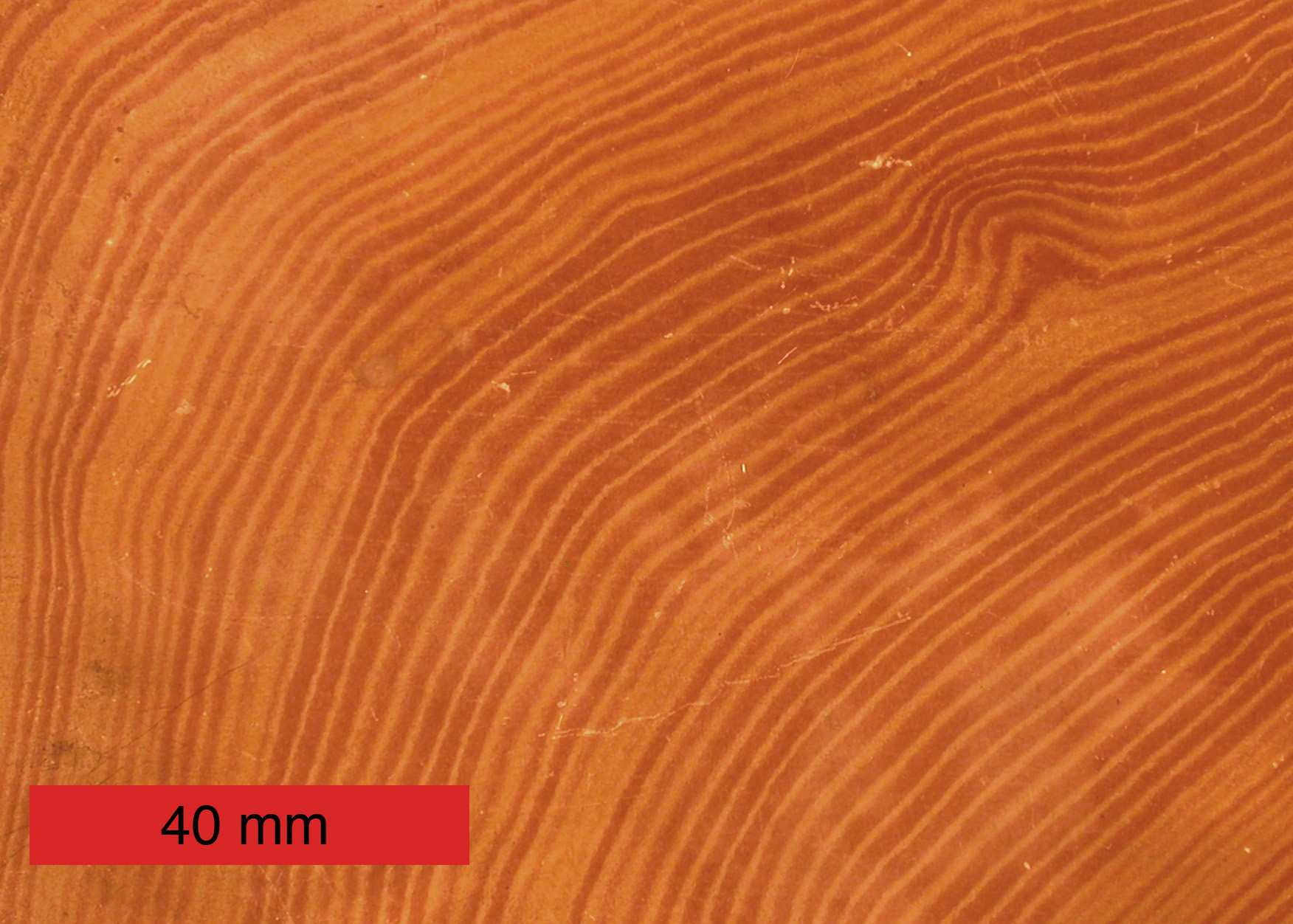